# Roseville, Ohio
Roseville är en ort (village) i Muskingum County, och Perry County, i Ohio. Vid 2010 års folkräkning hade Roseville 1 852 invånare.